# 孟超
孟超（1902年—1976年5月6日），字励吾，原名宪棨（有资料写为宪启），又名公弢（有资料写为公韬），山东诸城人，现代中国作家，曾任人民文学出版社副总编。

## 生平
幼读私塾，因参加学潮而被济南中学开除。1924年考入上海大学文学系。1926年加入中国共产党。1927年到全国总工会工作。1928年与蒋光慈等组织太阳社，创办春野书店、《太阳月刊》。参加中国左翼作家联盟，与冯乃超、夏衍等办艺术剧社。抗日战争期间领导过五战区的抗日宣传队，1941年在桂林出版半月刊《野草》。1943年到重庆、昆明、贵阳等地从事教学和编辑工作，曾编辑《妇女旬刊》、《西南日报》副刊等，1947年任教于重庆西南学院，后因迫害去香港。1948年9月起，先後以筆名南宮生著《金瓶梅人物小論》，及筆名草莽史家著《水泊梁山英雄譜》，連載於香港文匯報第8版“彩色版”文藝副刊。1949年初经朝鲜、东北到北京，后任国家出版总署图书馆副馆长，1954年任人民美术出版社创作室副主任。1957年任人民文学出版社副总编。1961年发表了昆曲剧目《李慧娘》，卷入“有鬼无害论”之争，1964年“停职反省”。1976年5月6日病逝于北京。 1979年3月平反昭雪。

## 著作
笔名有东郭迪吉、林青、林默、小糊涂、迦陵、南宮生、草莽史家等。著有诗集《候》、《残梦》，小说集《冲突》、《骷髅集》，杂文集《长野集》、《未偃草》、《长短录》（合著），昆曲剧本《李慧娘》，独幕剧集《我们的海》，古典人物论集《水泊梁山英雄谱》、《金瓶梅人物论》等。